# Аганон
Аганон (итал. Aganone, Агафон — после 863, Бергамо) — итальянский прелат, Ординарий епархий Бергамо.

## Биография
Один из самых образованных и уважаемых епископов эпохи каролингов. Очевидно был франкского происхождения и одним из первых, прибывших в Бергамо. От императора Лотаря I в период с 840 по 850 год получил грамоту на владение двух храмов Св. Викентия и Св. Александра.
18 июня 840 года документально зафиксировано его назначение Bergomensis episcopus на сейме в Ингельхейм вместе с епископами Рамперто для Брешии и ординариями Майнца и Трира, которые всегда были на стороне императора Каролингов.
Он также был первым, кто в сношениях с городской администрацией использовал Каролингский минускул, о чём свидетельствует документ от 16 июня 856 года, говорящий об обмене земельного участка из собственности собора св. Александра и другие акты.
Епископ, по поручению императора Лотаря I, выступившего против избрания Папы Сергия II, в 844 году путешествовал в Рим вместе с Людовиком II Младшим.
В 860 году он был среди епископов, присутствовавших на соборе в Меце, которые разрешили Лотарию II Лотарингскому развод со своей женой Теубергой, что вызвало конфликт с Папой Николаем I, который не одобрил решение Собора, назвав его советом проституток.
В период 842—863 годов задокументировано участие епископа в провинциальных Советах в Милане, также к этому периоду относится его переписка с епископом Бреши, свидетельствующая о духовной реформе и распространении каролингской культуры.
Погребен в церкви Сант-Алессандро-ин-Колонна в Бергамо, где до XVI века сохранялась надгробная плита, на которой указывалось, что он правил епархией в течение тридцати лет.